# Велстон (Оклахома)
Велстон (енгл. Wellston) град је у америчкој савезној држави Оклахома.

## Демографија
По попису из 2010. године број становника је 788, што је 37 (-4,5%) становника мање него 2000. године.
| Група             | 2000.       | 2010.       |
| Белци             | 709 (85,9%) | 677 (85,9%) |
| Афроамериканци    | 46 (5,6%)   | 25 (3,2%)   |
| Азијати           | 0 (0,0%)    | 1 (0,1%)    |
| Хиспаноамериканци | 20 (2,4%)   | 16 (2,0%)   |
| Укупно            | 825         | 788         |